# Caso Edgardo Mortara
El Caso de Edgardo Mortara o simplemente caso Mortara (en italiano: caso Mortara) fue un incidente y causa célebre que tuvo mucha repercusión en Europa y Estados Unidos durante los años 1850 y 1860. Tuvo como origen el secuestro por orden de los Estados Pontificios de Edgardo Mortara, un niño judío italiano de seis años de edad, bajo el argumento y pretexto de que había sido bautizado como católico sin conocimiento de sus padres. Mortara fue separado forzosamente de su familia y enviado a una institución católica, donde fue criado en dicha fe bajo la protección del papa Pío IX, luego convirtiéndose en sacerdote durante su adultez.

## Historia
A finales del año 1857, al inquisidor de Bolonia Pier Feletti le llegaron rumores de que Anna Morisi, sirviente de la familia Mortara durante seis años, había bautizado en secreto al menor Edgardo al pensar que se encontraba a punto de morir, a pesar de su condición de judío. La Inquisición, así, mantuvo que el menor era irrevocable e irremediablemente católico y, a tenor de ello, ordenó que fuera arrebatado de casa de sus padres, dada la prohibición existente de que menores católicos fueran criados por personas de otras creencias. La policía llegó a la casa de la familia Mortara la tarde del 23 de junio de 1858, llevándose consigo al menor Edgardo. 
Después de que su padre le visitara durante los meses de agosto y septiembre, surgieron dos narrativas diferentes: la primera, que mantenía que el menor deseaba volver a casa de su familia y practicar la fe de sus ancestros, la judía; y otra, que afirmaba que había aprendido perfectamente la fe cristiana y que deseaba que sus padres se convirtieran al catolicismo. A consecuencia de ello, surgieron diversas protestas internacionales, pero el Papa no cedió. El menor acabó estudiando para sacerdote en Roma hasta el año 1870, en el que el Reino de Italia capturó los Estados Pontificios, poniendo fin a los mismos. Mortara se dirigió entonces a Francia, ordenándose como sacerdote a la edad de 21 años. El padre Mortara pasó el resto de su vida fuera de Italia y murió en Bélgica en 1940, a la edad de 88 años.